# Arhavi (district)
Arhavi is een Turks district in de provincie Artvin en telt 19.136 inwoners (2007). Het district heeft een oppervlakte van 299,4 km². Hoofdplaats is Arhavi.
De bevolkingsontwikkeling van het district is weergegeven in onderstaande tabel.
| 1997   | 2000   | 2007   |
| ------ | ------ | ------ |
| 17.891 | 19.347 | 19.136 |